# Хрущовська відлига
Хрущовська відлига — поширена, але неформальна назва періоду історії СРСР, що розпочався після смерті Йосипа Сталіна (початок 1950-х рр. — друга половина 1960-х рр.). Його характерними рисами були відхід від жорсткої сталінської тоталітарної системи, спроби її реформування в напрямку лібералізації, відносна демократизація, гуманізація політичного та громадського життя.
Вислів «хрущовська відлига» пов'язаний з назвою повісті Іллі Еренбурга «Відлига». Пізніше Микита Хрущов прокоментував цю назву так: «Поняття про якусь „відлигу“ — це спритно цей шахрай підкинув, Еренбург».

## Ознаки часу
Початок відлиги пов'язують зі смертю Сталіна 1953 р. До періоду «відлиги» також відносять нетривалий період, коли фактичним керівником країни був Георгій Малєнков. Саме він на першому ж закритому засіданні Президії ЦК КПРС висловився про необхідність припинення політики культу особистості і переходу до колективного керівництва країною.
Із відлигою пов'язують перш за все засудження «культу особи» Сталіна. На ХХ з'їзді КПРС Микита Хрущов засудив сталінські репресії.
Багато політичних ув'язнених в СРСР і країнах соціалістичного табору звільнили й реабілітували. Дозволено повернення на батьківщину для багатьох народів, репресованих у 1930-х — 1940-х роках. Додому відправили десятки тисяч німецьких і японських військовополонених. У деяких країнах до влади прийшли порівняно ліберальні керівники, такі як Імре Надь в Угорщині. Досягнуто домовленості з західними державами про державний нейтралітет Австрії й виведення звідти всіх окупаційних військ. 1955 року Хрущов зустрівся в Женеві з президентом США Дуайтом Ейзенхауером і головами урядів Великої Британії та Франції. У зовнішній політиці проголосили курс на «мирне співіснування» з капіталістичним світом.
Помітно послабили цензуру, перш за все в літературі, кіно, інших видах мистецтв.
Але межі дозволеного виявилися досить чіткими. Придушення радянськими військами Угорської революції 1956 року, засудження Бориса Пастернака, якого 1958 року нагороджено Нобелівською премією з літератури, придушення заворушень серед населення (зокрема, у Грозному 1958 року, Новочеркаську 1962) тощо.
Остаточним завершенням відлиги вважають відсторонення Хрущова і прихід до влади Брежнєва (1964). Десталінізацію зупинили, а у зв'язку зі святкуванням 20-ї річниці перемоги у німецько-радянській війні почалося звеличення ролі Сталіна як організатора перемоги радянського народу.

## Лібералізація суспільно-політичного життя
5 березня 1953 року помер Йосип Сталін. Після його смерті розпочався новий період радянської історії. Гостро постало питання про нового голову держави. Спочатку провідні позиції обійняв Георгій Маленков, якого призначили головою Ради Міністрів СРСР. Однак до влади рвався керівник органів безпеки Лаврентій Берія. Вирішальним аргументом у сутичці за владу була військова сила. Військові на чолі з маршалом Георгієм Жуковим, який після смерті Сталіна одразу повернувся до Москви, заарештували Берію. Його звинуватили у спробі заколоту, шпигунстві та інших, зокрема, і надуманих злочинах і розстріляли. Після цього на провідні позиції у керівній верхівці висунувся Микита Хрущов. У вересні 1953 року він став першим секретарем ЦК КПРС. На початку 1955 року Георгія Маленкова усунули з посади голови уряду й замінили Миколою Булганіним, який не претендував на головну роль у керівництві.
Наступники Сталіна розуміли, що продовження політики «закручування гайок», терору й репресій безперспективне й приховує небезпеку могутніх соціальних вибухів. Попереджувальним дзвінком стали повстання в'язнів Воркути (1953) та інших таборів ГУЛАГу. Нове керівництво згодилося на деяку лібералізацію суспільно-політичного життя. Почався період хрущовської відлиги.
Після смерті Сталіна нові радянські лідери оголосили амністію ув'язненим на термін до п'яти років. На волю вийшли здебільшого кримінальні злочинці, оскільки політичні в'язні мали триваліші терміни ув'язнення. Це спровокувало вибух злочинності в країні. Виправні трудові табори реорганізовувалися в колонії, скасовувались одіозні укази, серед них «Про судову відповідальність робітників і службовців за самовільний відхід з підприємств та установ і прогул без поважної причини». Після арешту Л. Берії розпочався перегляд справ політв'язнів. Десятки тисяч виправданих потягнулися з сибірських таборів, несучи правду про ГУЛАГ. Ухвалено рішення про реабілітацію народів, репресованих у роки війни, та відновлення їхньої національно-територіальної автономії. Повернулися до рідних місць чеченці, інгуші, карачаївці, балкарці, калмики. Однак у праві на реабілітацію відмовлено поволзьким німцям, кримським татарам та деяким іншим народам.
Кульмінацією «відлиги» став XX з'їзд КПРС у лютому 1956 року. У доповіді на закритому засіданні М. Хрущов уперше розкрив страхітливі злочини, скоєні Сталіним та його оточенням. Однак нове партійно-державне керівництво, розвінчуючи «культ особи», прагнуло переконати, що сталінські злочини були лише «деформацією» соціалізму. М. Хрущов закликав відкинути сталінізм і повернутися до ідей Леніна, замовчуючи при цьому, що перший практик комуністичного будівництва започаткував масовий терор проти мирних людей, що саме за його наказом створено перші табори та організовано ЧК — інструмент для придушення всякого інакодумства і невдоволення режимом.
Переважна більшість радянського суспільства вітала критику сталінізму, незважаючи на її обмеженість і непослідовність. Натомість, консервативні кола, а також чимало людей, запаморочених багаторічною більшовицькою пропагандою, розвінчання «великого вождя» сприйняли вороже. У жовтні 1956 р. у Тбілісі відбулася демонстрація протесту проти нового керівництва СРСР на захист Сталіна, яку війська МВС розстріляли. Антисталінський курс М. Хрущова зустрів опір більшості Президії ЦК КПРС. Георгій Маленков, В'ячеслав Молотов, Лазар Каганович, Дмитро Шепілов та інші сталіністи вступили у змову, щоб позбавити М. Хрущова посади. У вирішальний момент М. Хрущову вдалося скликати партійний пленум (червень 1957 р.). На ньому більшістю голосів схвалено пропозицію М. Хрущова про виведення зі складу ЦК «антипартійної групи» (так названо вищезгаданих змовників). На відміну від часів Сталіна, опозиціонерів не розстріляли; їм дозволили працювати на керівних посадах у нижчих ланках управління. Це стало помітною прикметою пом'якшення комуністичного режиму.
Перемога на пленумі зміцнила позиції М. Хрущова. У березні 1958 р. він обійняв ще й посаду голови Ради Міністрів. Зосередження влади й перетворення її на особисту, не рятували від свавілля нового вождя і підлеглого йому апарату. М. Хрущов, як і попередні вожді, прагнув ощасливити народ, крокуючи чимдуж до комунізму. На початку 60-х років він проголосив курс на будівництво комуністичного суспільства першочерговим завданням, розрахованим на двадцятирічний період. У дусі цього рішення склали й ухвалили нову програму партії (XXII з'їзд КПРС 1961 р.), у якій проголошувалося: «Нинішнє покоління радянських людей житиме за комунізму».

## Економічні реформи
Спроба економічних та суспільних реформ була спрямована на виконання завдання у короткий строк наздогнати та перегнати найрозвиненіші західні країни за виробництвом продукції на особу. Один із авторів програми «Наздогнати й перегнати Америку» професор О. Алексєєв згадував: «Розрахунок показав, що наш тогочасний рівень життя становив 50–60 % від американського. А оскільки, за нашою статистикою, ми розвивалися у декілька разів швидше, то висновок напрошувався сам собою: розрив з кожним роком буде скорочуватися… Для мене прозріння настало лише через три роки після XXII з'їзду. Я зрозумів, що статистичні дані, якими ми послуговувалися, нічого спільного не мають зі справжнім станом справ».
Для того, щоб прискорити темпи економічного розвитку, робилися спроби часткової реорганізації управління господарством. Вони, однак, не зачіпали основ командно-адміністративної системи. Так, організовано територіальні органи управління — ради народного господарства (раднаргоспи), які об'єднували одну або декілька областей. Створення раднаргоспів спочатку дало позитивний ефект. Скоротилися бездумні зустрічні перевезення вантажів з одного кінця країни в інший, з'явилися додаткові стимули розвитку для підприємств місцевого підпорядкування, зросла ініціатива на місцях. Реформа прискорила технічну реконструкцію багатьох підприємств: за 1956—1960 рр. стало до ладу втричі більше нових типів машин, агрегатів, установок, ніж за попередню п'ятирічку. З іншого боку, реорганізація збила ритм виконання п'ятирічних завдань. Щоб приховати ці збої, керівництво країни змінило п'ятирічний термін виконання господарських планів і запровадило на 1959—1965 рр. новий доопрацьований семирічний план. У ньому значна увага відводилася подальшому піднесенню оборонної промисловості.

## Реформи військово-промислового комплексу
Уже з перших повоєнних років, великих зусиль доклали для розбудови військово-промислового комплексу, зокрема для виробництва нових видів зброї. 1953 року Радянський Союз вперше випробував водневу зброю. Головним конструктором термоядерної зброї в СРСР був академік Андрій Сахаров, який згодом збагнув усю небезпеку виникнення термоядерної війни й став активним борцем за мир.
Організатором дослідницької роботи в галузі ядерної науки та техніки у СРСР був академік Ігор Курчатов. Під його керівництвом 1954 року вперше в світі збудовано атомну електростанцію в Обнінську (Калузька область РРСФР).
Разючих успіхів досягнуто в дослідженні та освоєнні космосу. 4 жовтня 1957 р. Радянський Союз вперше у світі здійснив запуск штучного супутника Землі. 12 квітня 1961 р. у космос полетіла радянська людина — Юрій Гагарін.
Освоюючи виробництво найновішого озброєння та випробовуючи нові технології, урядовці не зважали на головне — як все це позначається на довкіллі, а отже, — на здоров'ї людини і всього живого. Так ядерна зброя стала джерелом отруєння радіонуклідами територій навколо полігонів. Аварія, що трапилася 1957 року на ядерному військовому об'єкті поблизу Челябінська, спричинила масові радіоактивні ураження населення, екологічне забруднення. Цю катастрофу й її шкідливі наслідки приховано від громадськості, люди продовжували мешкати в небезпечній зоні. 1960 року під час випробувань вибухнула міжконтинентальна балістична ракета. Загинуло багато військовиків. Незважаючи на окремі невдачі, військово-промисловий комплекс СРСР набирав сил. М. Хрущов похвалявся, що ракети виходять із заводів, як «ковбаси з автоматів». Майже на кожному великому підприємстві створювали таємні цехи для випуску військової продукції[джерело?].

## Аграрні реформи
Далекою від розв'язання залишалася проблема забезпечення продуктами харчування, що спонукало кремлівське керівництво приділяти значну увагу сільському господарству. Вишукувалися різні способи швидкого збільшення виробництва, особливо зернових культур. 1954 року розпочалося освоєння цілинних земель у Казахстані, на Сибіру, Уралі та Північному Кавказі. Цілинна кампанія стала загальнонародною. За два роки на цілинні землі прибуло понад 360 тисяч поселенців. Завдяки освоєнню цілини, площа орних земель у країні зросла на 27 %. 1955 року валовий збір зерна становив майже 104 млн т (проти 81 млн т 1950 року). Однак згодом далися взнаки непередбачені негативні наслідки суто екстенсивного розвитку сільського господарства, зокрема, ерозія ґрунтів, яка призвела до зменшення врожайності зернових культур.
1959 року ухвалено рішення про ліквідацію машинно-тракторних станцій (МТС). Їхній машинний парк передали колгоспам, сподіваючись на ефективніше використання. Однак відсутність у колгоспах гаражів, ремонтної бази, фахівців негативно позначилася на використанні й збереженні техніки. Наступною ідеєю, якою захопився М. Хрущов, було широке впровадження посівів кукурудзи. За його задумом, це мало значно підвищити ефективність сільського господарства, насамперед тваринництва. За наказом М. Хрущова в усій країні, навіть на півночі, за рахунок скорочення посівів інших культур почали висівати кукурудзу. Цю культуру оголосили «королевою полів». Керівник радгоспу чи колгоспу, який відмовлявся впроваджувати її, ризикував своєю посадою.
Однак і кукурудза не дала очікуваних результатів. Партійна верхівка звинуватила селянство у недостатньо відданій праці на колгоспних ланах і взяла курс на ліквідацію особистих присадибних господарств. Мовляв, коли селян позбавити власного господарства, то у вивільнений час вони сумлінніше працюватимуть у колгоспах. Посилився податковий тиск на селян, знову вдалися до обтинання городів, обмеження кількості худоби. З 1958 по 1962 р. поголів'я корів на селянських подвір'ях скоротилося з 22 до 10 млн голів. Утиски селянських господарств, відверта експлуатація праці колгоспників призвели до масової втечі селян до міст. Дешеві робочі руки потрібні були для розширення промислового виробництва, будівельного комплексу.
О. Лук'яненко визначив наступні періоди так званої «аграризації» побуту та світогляду громадян країни, досліджуючи повсякдення освітян УРСР часів «відлиги»:
- початковий (кризовий) (1953—1954 рр.).
- основний (формівний) (1955—1957 рр.).
- пристосувальний (оновлювальний) (1958—1964 рр.).

У початковий (кризовий) період (1953—1954) перебіг процесу «аграризацію» повсякдення визначали:
- відсутність реакції педагогів на сільськогосподарську політику уряду Г. Маленкова, що було властиве селянам, сільським учителям, охарактеризованих М. Брегедою[4].
- першими формами зближення освіти з аграрним сектором було встановлення шефства вишів над колгоспами
- відзначене часом насильницьке залучення молоді до роботи у ботанічних садах, які перебували у стані післявоєнної кризи.

Їх характеризувала низька урожайність та майже нульова рентабельність дослідних ділянок;
- траплялися випадки спекуляції урожаєм[5]
- надання переваги теоретичним дослідженням проблем сільського господарства та промисловості, а не практичному застосуванням розробок.

Основний (формуючий) період аграрних реформ (1955–57 рр.) зрушив багато справ з мертвої точки:
- поліпшення матеріально-технічної бази сільськогосподарського навчання.
- залучення працівників АПК до навчального процесу,
- кампанія з самообслуговування у вишах,
- вихід інститутської науки з кабінетів на поля,
- частими у роботі освітян стали звернення до закордонного досвіду ведення сільського господарства, що втілювалось у практиці створених на базі ботанічних садів агробіостанцій.
- активний творчий підйом у колективах у зв'язку з реформами Хрущова.
- непоодинокими були випадки суперечливості якісних та кількісних показників сільськогосподарської діяльності[7].

Пристосувальний (оновлювальний) період (1958—1964 рр.) позначено:
- посилення матеріального стимулу роботи на землі,
- зростанням ініціативи молоді у вивченні та популяризації аграрної політики держави,
- виїздом на цілину студентів вишів
- накопиченням позитивного професійного досвіду молоді на агробіостанціях
- отриманням перших високих показників наукових експериментів викладачів та студентів на полях областей.
- кампанією озеленення міст та передмість республіки.
- повною угодницькою позицією щодо дій влади, яка помітна хоча б у відсутності реакції на скорочення присадибних ділянок та в підтримці «кукурудзяного буму» в практиці та побуті.

Вголос заговорили про порушення балансу між навчанням та сільськогосподарською діяльністю лише в останній рік «відлиги».

## Освітні реформи
За часів «відлиги» розпочато не одну реформу освітнього простору. У потугах до змін зачіпалися різні сфери життя дитсадків, шкіл та вищих і середніх навчальних закладів країни. Проте, з усіх реформ найбільш вагомою була політехнізація навчання. Ця проблема залишила по собі найбільшу кількість відгуків, вона викликала більше змін у навчальному процесі, ніж будь-яка інша інновація уряду. Тому її вважають основоположною освітньою реформою тієї доби, яка знайшла своє відображення у Законі про освіту 1959 року
З метою наблизити навчання до виробництва 1958 року розпочато реформу середньої школи. Термін навчання збільшився з 10 до 11 років. Починаючи з 9-го класу, учні два дні на тиждень мали опановувати виробничі спеціальності безпосередньо на фабриках, заводах, у радгоспах. Реформу проводили нашвидкуруч, без глибокого вивчення справи, без достатнього фінансування. Своєї мети — підняти престиж робітничих професій та збільшити кількість кваліфікованих робітників — вона не досягла.
Окреме місце у переліку освітніх реформ мало питання «мовної реформи» часів Хрущова. Згідно з історичними розвідками О. Лук'яненка, процес «українізації» часів десталінізації пройшов декілька періодів:
- початковий (кризовий) період акумуляції проблеми (січень — червень 1953 р.).
- основний (формівний) (1953—1957 рр.), що мав два підперіоди: період шукань (червень 1953 — грудень 1955) та період відродження (1956 — вересень 1958 р.)
- період спротиву (вересень 1957—1964 рр.).

Під час першого періоду розвитку проблеми (січень — червень 1953 р.) мали місце:
- зниження мовної грамотності як студентів, так і співробітників вишів не стільки як результат русифікаторської політики, скільки як складова загальної неграмотності.
- властиві часті явища «перемикання мовного коду»: вживання суржику та переходу на мову співбесідника.
- політика подвійних стандартів із боку центральної влади, яка одночасно визнавала засміченість української мови та просувала сталінські ідеї схрещення мов і культур.
- Освітяни ставали активними пропагандистами значущості російської мови у лекційних курсах, пропагандистській роботі та у публікаціях у пресі.
- у вищій школі траплялись періодичні спалахи занепокоєння статусом української мови у школах республіки.
- якщо якась «боротьба» за мову і була, то вона була скоріше демагогічною: починання залишалися лише на папері чи у коментарях, до активних дій справа так і не доходила.

У наступний період (червень 1953 — грудень 1954 рр.) помічені:
- наявність у державі та у колективі педагогів вишів двох орієнтирів: до розширення вжитку української мови та до збереження позицій російської у повсякденному спілкуванні.
- Посиленню інтересу до рідної мови сприяло залучення викладачів до загальнодержавних проєктів вивчення та відродження діалектів, говорів української мови.
- запровадження єдиного мовного режиму у вишах з часом агресивною апробацією технологій подібної українізації колективів.
- поява перших центрів спротиву українізації навчального процесу.
- конфлікт ентузіазму «українізаторів» і матеріально-методична незабезпеченість української школи.

Період «відродження» (1956 — вересень 1958 рр.) позначено:
- початком відкритого висловлювання позиції з приводу українізації вищої школи.
- розширенням простору мовного конфлікту: мовна проблема вийшла з мікрорівня (рівня замкненої групи, колективів педінститутів) на мезорівень (рівень міст та областей).
- появою так званої «просторово-часової відчуженості» російськомовних (вони не створювали проблеми, допоки не створювали проблем їм самим).
- Стійкість «українізації» забезпечувалась наявністю міністерського контролю за процесом та створенням паритетності української та російської мов без ескалації їх протистояння як на рівні вишів, так і у владних колах.

Останній період (вересень 1958—1964 рр.) попри помітні плоди українізації вищої школи у підвищенні рівня української мови фізико-математичних, природничих та ідеологічних дисциплін, розпочався з реверсним ходом держави у мовній сфері:
- почалася прихована русифікація освіти,
- переростання державної політики «єдиного мовного режиму» у політику «єдиної перспективної мови».
- відновлення проблеми україномовних шкіл та класів міст для баз практики студентів.
- мав місце процес апробації на міцність «мовної стійкості» українців. Йому були властиві виступи педагогів проти ініціатив уряду зі зросійщення школи, прилаштування педагогічними колективами державних ініціатив з політехнізації навчання для поширення ідеї української вищої школи.
- поява «мовного екстремізму» до російськомовних текстів у підручниках та лекціях з боку частини викладачів вишів
- поодинокі акції демонстрації протидії українській вищій школі з боку молоді[12].

## Культурні реформи
Під час періоду десталінізації помітно ослабла цензура, насамперед у літературі, кіно й інших видах мистецтва, де стало можливим критичніше висвітлення дійсності. «Першим поетичним бестселером» відлиги стала збірка віршів Леоніда Мартинова (Стіхі. М., Молода гвардія, 1955). Головною платформою прихильників «відлиги» став літературний журнал «Новий світ». Деякі твори цього періоду отримали популярність і за кордоном, у тому числі роман Володимира Дудінцева «Не хлібом єдиним» і повість Олександра Солженіцина «Один день Івана Денисовича». Іншими значущими представниками періоду відлиги були письменники й поети: Віктор Астаф'єв, Володимир Тендряков, Белла Ахмадуліна, Роберт Рождественський, Андрій Вознесенський, Євген Євтушенко. Різко збільшено виробництво фільмів. Основні кінорежисери відлиги — Марлен Хуцієв, Михайло Ромм, Георгій Данелія, Ельдар Рязанов, Леонід Гайдай. Важливою культурною подією стали фільми — «Карнавальна ніч», «Застава Ілліча», «Весна на Зарічній вулиці», «Ідіот», «Я крокую по Москві», «Людина-амфібія», «Ласкаво просимо, або Стороннім вхід заборонено». У 1955—1964 роках на більшій частині країни запроваджено телетрансляцію. Телестудії відкрито в усіх столицях союзних республік і в багатьох обласних центрах.
1957 році в Москві відбувся VI Всесвітній фестиваль молоді та студентів.
1962 року, коли М. Хрущов відвідав і гостро розкритикував виставку художників-авангардистів у московському Манежі, розпочалися гоніння на абстракціоністів, модерністів, а далі — і на кінорежисерів, поетів, музикантів, представників інших творчих професій, чиї твори виходили за вузькі рамки загальнообов'язкового «соціалістичного реалізму». Брутальним нападкам влади піддано поетів Євгена Євтушенка, Андрія Вознесенського, Беллу Ахмадуліну, прозаїка Іллю Еренбурга, скульптора Ернста Неізвєстного, кінорежисера Марлена Хуцієва та багатьох інших. Ернст Неізвєстний згодом став автором надгробку на могилі М. Хрущова, у якому досить влучно відобразив суть правління покійного лідера, склавши рівновеликі брили білого та чорного мармуру, контрастність яких символізує суперечливість особи М. Хрущова та його правління — боротьба зі сталінізмом і ствердження власного авторитаризму, непослідовність у спробах лібералізації радянського режиму.
У ті самі роки почалися цькування й гоніння творчої інтелігенції. Перший ідеологічний «залп» спрямували проти відомого поета й письменника Бориса Пастернака, який 1957 року видав за кордоном головний твір свого життя — роман «Доктор Живаго». Письменник намагався опублікувати свій твір у СРСР, однак це виявилося неможливим через цензуру. У романі описано події громадянської війни в Росії з погляду інтелігента, глибоко гуманної людини, яку обурює будь-яке кровопролиття. 1958 року Бориса Пастернака нагороджено Нобелівською премією. Публікація роману за кордоном без відома влади обурила її верхівку. Комуністична пропаганда розпочала кампанію грубого цькування письменника, звинувачуючи його мало не в зраді Батьківщині. Преса СРСР постійно публікувала добірки «листів трудящих» з осудом поета. В умовах постійного гоніння, грубих образ Б. Пастернак змушений був відмовитися від отримання найпочеснішої міжнародної нагороди. 30 травня 1960 р. поета не стало.
Б. Пастернак був не єдиним представником творчої інтелігенції, який зазнав ідеологічних переслідувань. 1961 року КДБ вилучило у письменника Василя Гроссмана рукопис його роману «Життя і доля», у якому без прикрас змальовано увесь трагізм початкового періоду німецько-радянської війни. Головний ідеолог партії Михайло Суслов заявив, що така книга може бути видана не раніше, ніж через двісті років.

## Повсякдення часів відлиги
В останні роки все більший інтерес викликає відтворення повсякденного життя українців різних епох. Побут громадян доби «відлиги» у різний час досліджували Р. Фельдмессер, О. Ісайкіна, В. Вовк.

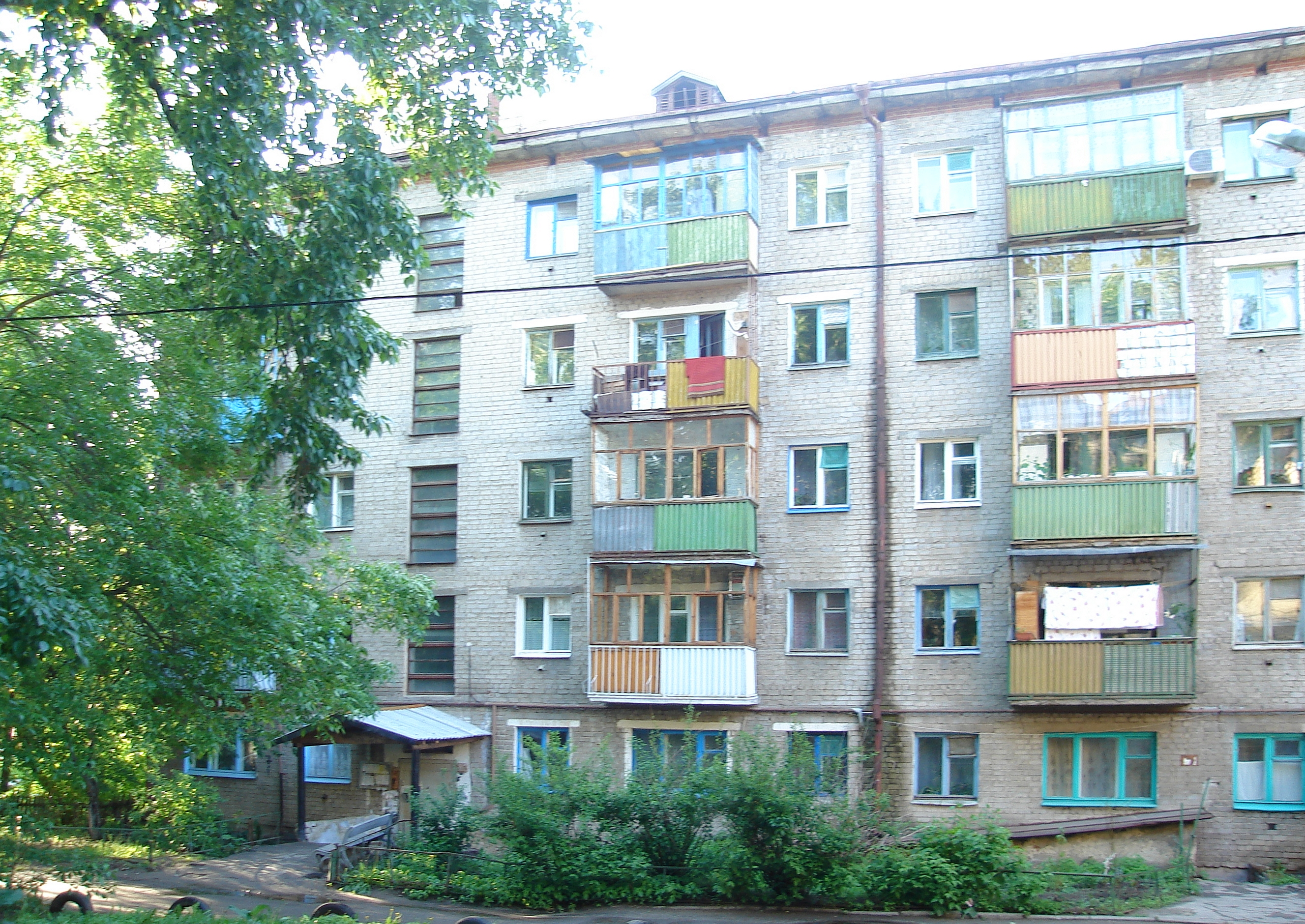
Типові «хрущовки» в Казані

Міграція до міст загострила і без того серйозну житлову проблему. М. Хрущов намагався її розв'язати шляхом механізації будівельних робіт та широкого будівництва малогабаритних «п'ятиповерхівок», які за низьку якість архітектурного планування та будівництва у народі назвали «хрущобами».
Однак мільйони недавніх мешканців «комуналок» та бараків уперше отримали власні окремі квартири. Порівняно зі сталінським періодом удвічі зросла заробітна плата робітників, у крамницях з'явилися телевізори, холодильники, пральні машини. У вільному продажу були автомобілі «Волга» та «Москвич». Звичайно, ці товари коштували дуже дорого, як на середній рівень зарплати, і мало хто міг їх придбати.
Грошова реформа 1961 р. викликала деякі інфляційні тенденції й негативно вплинула на життєвий рівень населення. Формально її метою була зміна масштабу цін і зарплат (зменшення у 10 разів). М. Хрущов обіцяв, що за новою копійкою почнуть нахилятися перехожі на вулицях. Фактично ж реформа призвела до деякого підвищення роздрібних цін на продукти і товари широкого вжитку (у новому масштабі)[джерело?]. Разом з тим, розуміючи важливість заохочення виробників сільгосппродукції (а нестача продуктів харчування відчувалася дедалі більше), керівництво вирішило підвищити закупівельні ціни. Це дещо полегшило життя колгоспників — найзнедоленішої верстви населення — однак відчутно вдарило по бюджету робітників та службовців, оскільки підвищення закупівельних цін примусило 1962 року підвищити й роздрібні ціни: на масло — на 50 %, на м'ясо — на 25—40 %. Неврожай 1963 р. викликав розлад у постачанні населення продуктами, особливо хлібом. Його випікали з домішкою горохового борошна, знову з'явилися довгі черги. Радянський Союз уперше змушений був закупити продовольче та фуражне зерно за кордоном, надалі така практика стала звичною.

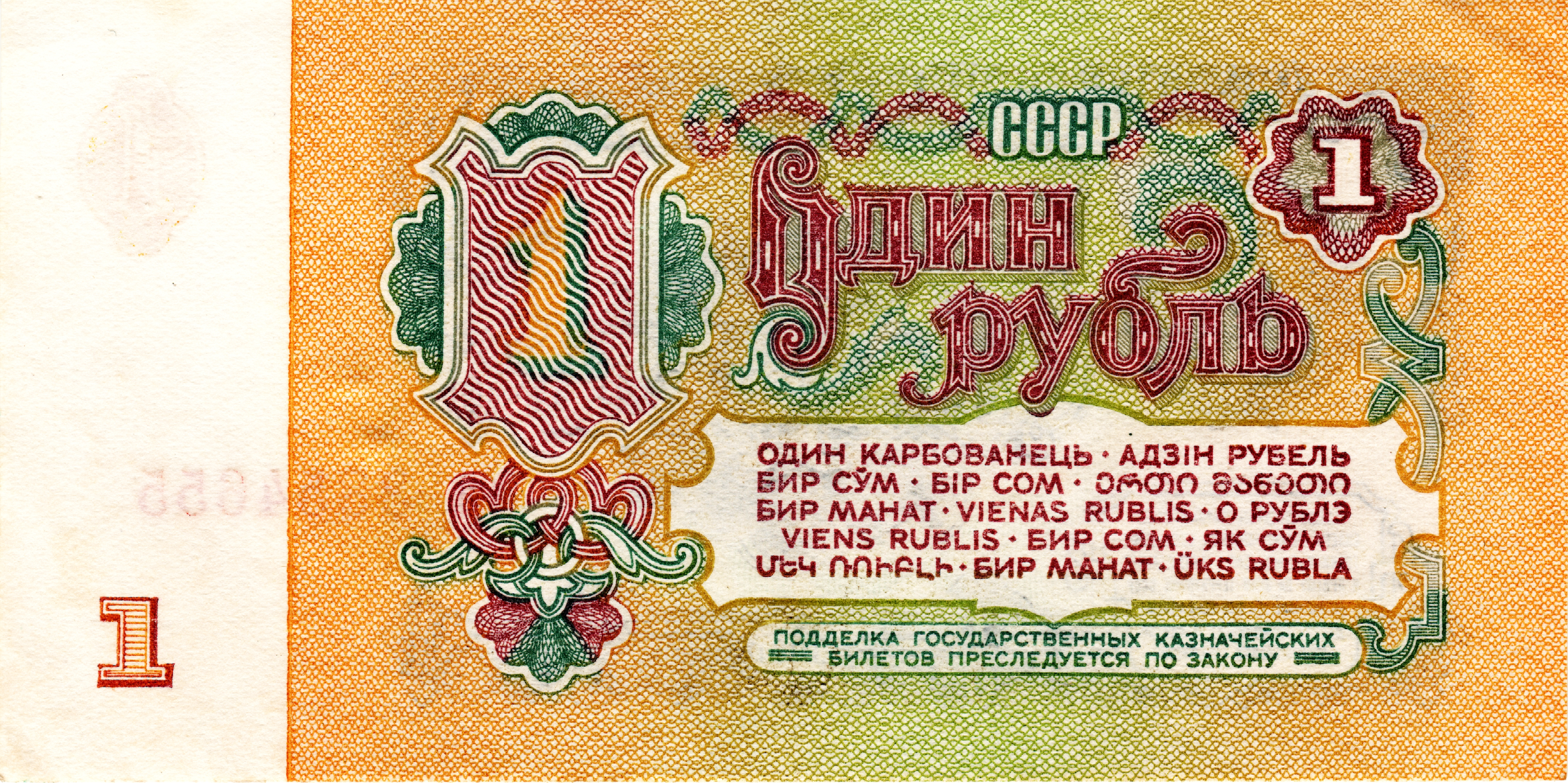
Післяреформенний рубль 1961 року

О. Лук'яненко визначив наступні періоди зміни умов побуту громадян країни, акцентуючи увагу на повсякденні освітян УРСР доби «відлиги»,:
- початковий (кризовий) (1953—1955 рр.).
- основний (формуючий) (1956—1958 рр.).
- пристосувальний (оновлювальний) (1959—1964 рр.).

У початковий (кризовий) період (1953—1955) повсякдення населення визначали:
- аварійність навчальних приміщень та тривала відбудова навчальних корпусів.
- економічна криза вишів та їхня фінансово-господарська залежність від центру.
- соціальні негаразди збільшувала невідповідність навантаження та рівня заробітної плати викладачів, що особливо помітно на фоні стабільно «дорогого життя», попри систематичні зниження цін.
- проблемою залишалось розв'язання житлового питання студентів та викладачів у післявоєнній країні.
- Матеріальні статки молоді часто були незначними, що змушувало молодь шукати підробітку як на стороні, так і в інституті.
- Навчально-виховний процес характеризували бюрократизм та засилля ідеологічних кампаній.
- Дозвілля включало санкціоновані владою вечори відпочинку, заняття у студентських наукових товариствах та у гуртках художньої самодіяльності.
- яскравим прикладом тоталітарного контролю був наступ на релігійність студентів та викладачів та боротьба за моральність колективу.
- Тиск влади та умов життя штовхав людей до прояву девіацій (алкоголізм, крадіжки тощо).

Основний (формуючий) період реформ (1956—1958 рр.) приніс зміни:
- перехід інститутів на самообслуговування студентів та часті фінансово-господарські ревізії вишів Міносвіти.
- значно покращується і персональний добробут освітян.
- відзначено високі заробітки професорсько-викладацького складу вишів,
- розвантаження робочого часу (затвердження шестигодинного робочого дня).
- молодь в умовах лібералізації життя зазнала емоційно-інтелектуального виснаження пропагандистською роботою, що викликало апатію до суспільно-політичних проблем тогочасності.
- керівництво вишів та партійних осередків продовжило сувору фільтрацію естетичних смаків молоді в музиці та літературі, посилило активне втручання в особисте життя співробітників та студентів під приводом боротьби за соціалістичну законність та моральність.
- влада визнала наявність тютюнової та алкогольної залежностей у педколективах, розпочавши кампанію по оздоровленню як у робочий час (обов'язкові зарядки, профілактика, теоретичні лекції), так і під час відпочинку (спортивно-оздоровчі табори, профілакторії вишів тощо).

Пристосувальний (оновлювальний) період (1959—1964 рр.) ознаменували:
- значне покращення матеріально-технічної бази вишів за рахунок самообслуговування.
- виші руками молоді не лише відновили колишню міць, але й зробили крок уперед по оновленню приміщень навчальних корпусів, гуртожитків, по упорядкуванню території та спортивних ділянок.
- вища школу знову зіткнулась з проблемою нестачі приміщень, породженою не розрухою, а збільшенням контингенту студентів.
- грошова реформа 1961 р. не вплинула істотно на добробут освітян: загальне співвідношення заробітних плат до купівельної спроможності не змінилося, як не змінилась і різниця зарплат у вишах.
- з'явилась міністерська заборона працевлаштування студентів у вишах та почалася практика економії стипендіального фонду за рахунок заборони виплати стипендій молоді під час виробничих практик.
- в останній період постала проблема обмеженості вакансій для випускників педінститутів у школах регіонів.

## Посилення тиску на релігійні об'єднання
1956 року почалася активізація антирелігійної боротьби, яку Олександр Лисенко влучно охрестив політикою «загвинчування гайок». Таємна постанова ЦК КПРС «Про записку відділу пропаганди і агітації ЦК КПРС по союзних республіках», «Про недоліки науково-атеїстичної пропаганди» від 4 жовтня 1958 зобов'язувала партійні, комсомольські та громадські організації розгорнути пропагандистський наступ на «релігійні пережитки»; державним установам пропонувалося здійснити заходи адміністративного характеру, спрямовані на жорсткість умов існування релігійних громад. 16 жовтня 1958 Рада Міністрів СРСР ухвалила Постанови «Про монастирі в СРСР» і «Про підвищення податків на доходи єпархіальних підприємств і монастирів».
21 квітня 1960 призначений у лютому того ж року новий голова Ради у справах РПЦ Куроєдов у своїй доповіді на Всесоюзній нараді уповноважених Ради так характеризував роботу колишнього його керівництва: «Головна помилка Ради у справах православної церкви полягала в тому, що вона непослідовно проводила лінію партії й держави щодо церкви і найчастіше скочувалася на позиції обслуговування церковних організацій. Займаючи захисні позиції щодо церкви, Рада вела лінію не на боротьбу з порушеннями духовенством законодавства про культи, а на захист церковних інтересів».
Таємна інструкція із застосування законодавства про культи в березні 1961 року звертала особливу увагу на те, що служителі культу не мають права втручатися в розпорядчу та фінансово-господарську діяльність релігійних громад. В інструкції вперше визначено, що не підлягають реєстрації «секти, віровчення й характер діяльності яких має антидержавний і бузувірський характер: єговісти, п'ятидесятники, адвентисти-реформісти».
У масовій свідомості зберігся приписуваний Хрущову виступ того періоду, в якому він обіцяє показати останнього попа по телевізору 1980 року.
Одними з найзапекліших борців із релігією були освітяни УРСР. Привілей визначення ролі релігії та релігійних у розвитку країни належав кафедрам марксизму-ленінізму та історії. Згідно з дослідженнями О. Лук'яненка У час «фізичної» амністії релігійних діячів з усього переліку християнських деномінацій в УРСР найбільшого «інтелектуального» переслідування полтавців довелось пізнати греко-католикам. Духовний лідер уніатів, Андрій Шептицький, поставав у лекціях освітян як запеклий шпигун і загарбник зі Святогорської гори у Львові, галицький князь церкви, хижак, який утримував інкубатор диверсантів і терористів. Подібної думки про зв'язок націоналістів з греко-католицькою церквою кафедри марксизму-ленінізму дотримувалися тривалий час. У лекційні курси включали оповіді про те, як націоналісти разом із католицькою церквою виступали проти радянізації краю. Православ'я також не уникнуло участі бути ошельмованим, щоправда, з більшою часткою лояльності.

## Народні протести
Низький рівень життя, часті перебої в постачанні, відсутність елементарних громадянських прав і політичних свобод, свавілля влади спричиняли спалахи народного протесту. Навесні 1962 р. у СРСР відбулися масові народні виступи, антиурядові демонстрації, зокрема у містах Темиртау (Казахстан), Александрові (Владимирська область Росії), Кривому Розі (Україна), Грозному (Чечено-Інгушетія). Найгостріші страйки й демонстрації відбулися у травні 1962 року у Новочеркаську (Ростовська область Росії). За наказом М. Хрущова проти демонстрантів кинули війська. Під час розгону демонстрації десятки людей убито, сотні поранено. У «антирадянській діяльності» звинуватили і розстріляли кількох робітничих активістів. Як і завжди, засоби масової інформації СРСР, які старанно замовчували факти спротиву комуністичному режимові, зберігали мовчанку про новочеркаські події. Новочеркаський розстріл продемонстрував несприйняття робітниками політики непослідовних економічних перетворень М. Хрущова.
Опора комуністичного режиму — партійно-державна номенклатура — сприйняла спроби лібералізації суспільного життя з глухим ремствуванням, вбачаючи в них відхід від головних засад марксистське-ленінської доктрини і замах на свої кастові інтереси. Реформаторська діяльність М. Хрущова не оминула й апарат КПРС, який 1962 року поділили на дві структури: промислову й аграрну. Створювались паралельні крайкоми та обкоми партії: сільські та промислові, що загострювало суперництво в апараті.
Відчутним ударом по партноменклатурі стало рішення про систематичне оновлення складу парторганів. Передбачалося, що керівні посади в КПРС функціонери обійматимуть не більше, ніж двічі по чотири роки. Страх втратити «теплі» місця згуртував в опозицію до М. Хрущова впливову партійно-державну номенклатуру.
Невдоволеною правлінням М. Хрущова була і значна частина військових. У країні відбувалося значне скорочення збройних сил.
Відсутність соціальних гарантій офіцерам, нестача житла, складність із працевлаштуванням звільнених у запас та відставку сприяли критиці керівництва з боку військовослужбовців. Свої претензії до М. Хрущова мали й працівники КДБ, які за його правління втратили певну самостійність і підлягали пильному контролю партійних органів.

## Зміни у зовнішній політиці СРСР
У зовнішній політиці також відбився суперечливий характер керівництва М. Хрущова. Після смерті Сталіна, радянський лідер розпочав ліберальні реформи не лише у своїй країні, а й чинив тиск на керівників країн Східного блоку, щоб ті наслідували приклад Москви. Для того, щоб «соціалістична система» трималася купи і піддавалася управлінню, вона мала діяти за єдиними правилами.
Кремль поводився у країнах-сателітах як господар. Коли у червні 1958 р. вибухнуло народне повстання у НДР і східнонімецька влада виявилися неспроможною придушити виступи робітничого класу, за наказом Москви група радянських військ, дислокована в НДР, власноруч навела «порядок». Радянський Союз використав вступ ФРН до НАТО як привід для створення у травні 1955 р. військово-політичного блоку — Організації Варшавського Договору під власним керівництвом. До нього увійшли всі комуністичні країни Центральної та Східної Європи, за винятком Югославії. Восени 1956 року радянські війська втопили в крові революцію в Угорщині.
Критику сталінізму в СРСР схвально зустрів комуністичний лідер Югославії Йосип Броз Тіто, який намагався побудувати у своїй країні соціалізм за власним планом. Відносини між СРСР і Югославією, розірвані за часів Сталіна через небажання маршала Тіто виконувати накази з Москви, починаючи з 1954–55 рр. нормалізувалися. Однак нові спроби Москви втягнути Югославію до комуністичного табору призвели до нової напруженості між країнами.
Розвінчання культу особи Сталіна справило болісне враження на керівників Китаю та Албанії. Мао Цзедун та Енвер Ходжа у цей період створювали власні культи. Мао претендував на вивільнене місце лідера у міжнародному комуністичному русі, яке традиційно належало керівникові Кремля. Відносини між СРСР, з одного боку, та Китаєм і Албанією, з іншого, погіршувалися. У результаті обидві країни опинилися поза радянським блоком.
У відносинах СРСР з країнами Сходу окреслилася тенденція вважати своїми союзниками всіх, хто виступав з «антиімперіалістичних» позицій. Москва безумовно підтримала арабські країни у близькосхідному конфлікті. Радянсько-арабська дружба знайшла вияв, зокрема, у нагородженні лідерів Єгипту та Алжиру зірками Героїв Радянського Союзу.
СРСР активно підтримувало зброєю, безвідплатною допомогою «національно-визвольні рухи» й нові режими, створювані на руїнах колоніальних імперій. Умовою підтримки було проголошення керівництвом нових держав курсу «соціалістичної орієнтації». Насправді ж часто далі розмов про соціалізм там справа не йшла, і радянські лідери, заколисані революційною риторикою азійських та африканських диктаторів, викидали на вітер сотні мільйонів доларів.
Основою зовнішньополітичної діяльності СРСР декларував боротьбу за мир і роззброєння. Саме з цим була пов'язана спроба М. Хрущова розпочати конструктивний діалог із країнами Заходу. 1955 року СРСР, США, Велика Британія й Франція підписали угоду щодо Австрії, за якою з цієї країни виводилися війська держав-переможниць, а сама Австрія набувала постійного статусу нейтральної держави. Того ж року Москву відвідала урядова делегація ФРН на чолі з канцлером Конрадом Аденауером. Між СРСР і ФРН встановлено дипломатичні відносини.
Наступного, 1956 року, підписано декларацію про відновлення дипломатичних відносин між СРСР і Японією. М. Хрущов ладен був віддати найпівденніші Курильські острови — Хабомаї та Шикотан, на які претендувала Японія, в обмін на мирний договір. Однак після підписання японсько-американського договору безпеки радянський уряд відмовився від своєї пропозиції.
Напруженим моментом у міжнародних повоєнних відносинах стала Карибська криза 1962 року. Світ уперше постав перед загрозою ядерної війни. Карибська криза та її подолання дали поштовх процесу роззброєння. СРСР, США та Велика Британія 5 серпня 1963 року підписали в Москві договір про заборону випробувань ядерної зброї у трьох середовищах: в атмосфері, у космосі та під водою.
Зовнішня політика СРСР була досить динамічною. Уперше кремлівський лідер побував з дружніми візитами у багатьох державах світу, зокрема, у США (1959 р., 1960 р.). Усі закордонні подорожі М. Хрущова широко висвітлювали засоби масової інформації. До певної міри вони сприяли розвінчанню міфу про «імперіалістичних хижаків» Заходу, які силою зброї хочуть знищити країни соціалізму.

## Виноски
1. ↑  «Собрались и мажете говном» // «Коммерсантъ Власть», № 40 (593), 11.10.2004 // http://www.kommersant.ru/doc.aspx?DocsID=513547&print=true. Архів оригіналу за 11 квітня 2009. Процитовано 4 серпня 2009. {{cite web}}: Зовнішнє посилання в |title= (довідка)
2. ↑  Неизвестные подробности кремлевского заговора [Архівовано 11 квітня 2009 у Wayback Machine.] (рос.)
3. ↑  Лук'яненко О. В. Періодизація впливу аграрних реформ доби «відлиги» на повсякдення педінститутів УРСР / Лук'яненко Олександр Вікторович // Materiały VIII Międzynarodowej naukowi-praktycznej konferencji «Europejska nauka XXI owieką — 2012» Volume 16. Historia. Muzyka i życie.: Przemyśl. Nauka i studia — str.3-6.
4. ↑  Брегеда, М. В. Ставлення селянства Радянської України до курсу на соціальну переорієнтацію економіки держави (1953 рік) / Микола Володимирович Брегеда / / Український селянин: Зб. наук. праць [за ред. А. Г. Морозова]. — Черкаси: Черкаський національний університет ім. Б. Хмельницького, 2008. — Вип. 11. — С. 142—145.
5. ↑  Лук'яненко О. В. Полтавський педагогічний на шляху до аграрних перемог / / Навколишнє середовище і здоров'я людини. Матеріали V Всеукраїнського науково-практичного семінару. — Полтава: Скайтек, 2012. — С. 62—64.
6. ↑  Лук'яненко О. В. Умови залучення освітян УРСР до аграрних повсякденних практик часів «відлиги» / Лук'яненко Олександр Вікторович // Материали за 8-а международна научна практична конференция, «Ключови въпроси в съвременната наука», — 2012. Том 22. История. Музика и живот. София. «Бял ГРАД-БГ», ООД. — P.3-6.
7. ↑  Лук'яненко О. В. Технології «аграризації» повсякденного світогляду освітян УРСР доби «відлиги» / Лук'яненко Олександр Вікторович // Materiály VIII ezinárodní vědecko — praktická konference «Efektivní nástroje moderních věd — 2012». — Díl 16. Historie: Praha. Publishing House «Education and Science» s.r.o. — P.3-5.
8. ↑  Лук'яненко О. В. Освітяни Полтавщини: на межі сільської практики та господарської теорії (1956—1957 рр.) / Олександр Вікторович Лук'яненко / / Український селянин: зб. наук праць [за ред. А. Г. Морозова]. — Черкаси: Черкаський національний педагогічний університет імені Б. Хмельницького, 2010. — Вип. 12 — С. 65—67.
9. ↑  Лук'яненко О. В Політехнізація вищої педагогічної школи доби «відлиги» / Олександр Вікторович Лук'яненко // Придніпровські соціально-гуманітарні читання: Матеріали Запорізької сесії І Всеукраїнської науково-практичної конференції (м. Запоріжжя, 11 квітня 2012 р): у 4-х частинах. — Д.: ТОВ «Інновація», 2012. — Ч.1. — С. 71—74.
10. ↑  Лук'яненко О. В. Мовне питання у педінститутах УРСР часів «відлиги»: проблеми, межі та критерії / Лук'яненко Олександр Вікторович // Материали за 8-а международна научна практична конференция, «Динамиката на съвременната наука», — 2012. Том 5. Закон. История. София. «Бял ГРАД-БГ» ООД. — P.59-61.
11. ↑  Лук'яненко О. В. Перехрестя «мови» та «языка»: мовне питання у педінститутах УРСР часів "відлиги / Лук'яненко Олександр Вікторович // Materiály VIII mezinárodní vědecko — praktická konference «Aplikované vědecké novinky — 2012». — Díl 4. Právní vědy. Historie: Praha. Publishing House «Education and Science» s.r.o. — S.64-67.
12. ↑  Лук'яненко О. В. «МОВНЕ ПИТАННЯ» У СЕРЕДОВИЩІ ОСВІТЯН УРСР ЧАСІВ ДЕСТАЛІНІЗАЦІЇ / Лук'яненко Олександр Вікторович // Сумська старовина. — 2012.
13. ↑  Feldmesser R. A. Equality and Inequality under Khrushchev / Robert A. Feldmesser / / Russia under Khrushchev: an anthology of problems of communism [ed. by Abraham Brumberg] — New York: Frederick A Praeger, 1962. — P.223-239.
14. ↑  Ісайкіна О. Житлові умови міського населення в повоєнний період (1945—1955 рр.) / Ольга Ісайкіна / / Україна ХХ ст.: культура, ідеологія, політика: Зб. ст. — К., 2005. — Вип. 8. — С. 207—212.
15. ↑  Вовк В. М. Побут міського населення Наддніпрянської України в 1950—80-х рр. ХХ ст. / Віталій Миколайович Вовк / / Наукові записки. Серія: Історія. — Вінниця, 2005. — Вип. 9. — С. 206—212.
16. ↑  Лук'яненко О. В. «Без мами й тата й неубрана хата»: побут студентів педінститутів УРСР часів «відлиги» / Лук'яненко Олександр Вікторович // Наука України. Перспективи та потенціал: Матеріали IV Всеукраїнської науково-практичної заочної конференції «Наука України. Перспективи та потенціал» (м. Одеса, 30—31 травня 2012 р.). — Одеса, 2012, — С. 41—44.
17. ↑  Лук'яненко О. В. Музика й література у площині дозвілля педколективів УРСР часів десталінізації / Лук'яненко Олександр Вікторович // Сучасна освіта і наука в Україні: традиції та інновації. Матеріали ХІІІ Всеукраїнської науково-практичної заочної конференції. 26—28 квітня 2012 р. — Запоріжжя, 2012. — С. 108—111.
18. ↑  Лук'яненко О. В. Ціна життя полтавських освітян часів десталінізації / Олександр Вікторович Лук'яненко // Сумський історико-архівний журнал. — 2011. — № XIV—XV. — С. 154—160.
19. ↑  Лисенко О. Є. Чи була «відлига» у стосунках між владою і церквою? / Олександр Євгенович Лисенко // Україна. ХХ століття: культура, ідеологія, політика. Зб. статей. Вип. 10 : Хрущовська «відлига»: передумови, реалії, наслідки. Матеріали «круглого столу» / Відп. ред. В. М. Даниленко. — К.: Ніка-Центр, 2006. — С. 136—144.
20. ↑  Лук'яненко О. В. «Релігійні війни» освітян часів десталінізації як наступ на національну самоідентифікацію / Лук'яненко Олександр Вікторович / / Правове регулювання релігійного життя: історія, сучасність, перспективи. Матеріали IV міжнародного круглого столу. Харків, 16 грудня 2011 року. — Х.: Вид-во «Корецька Л. О.», 2011. — С. 112—115.